# Johann Andreas von Segner

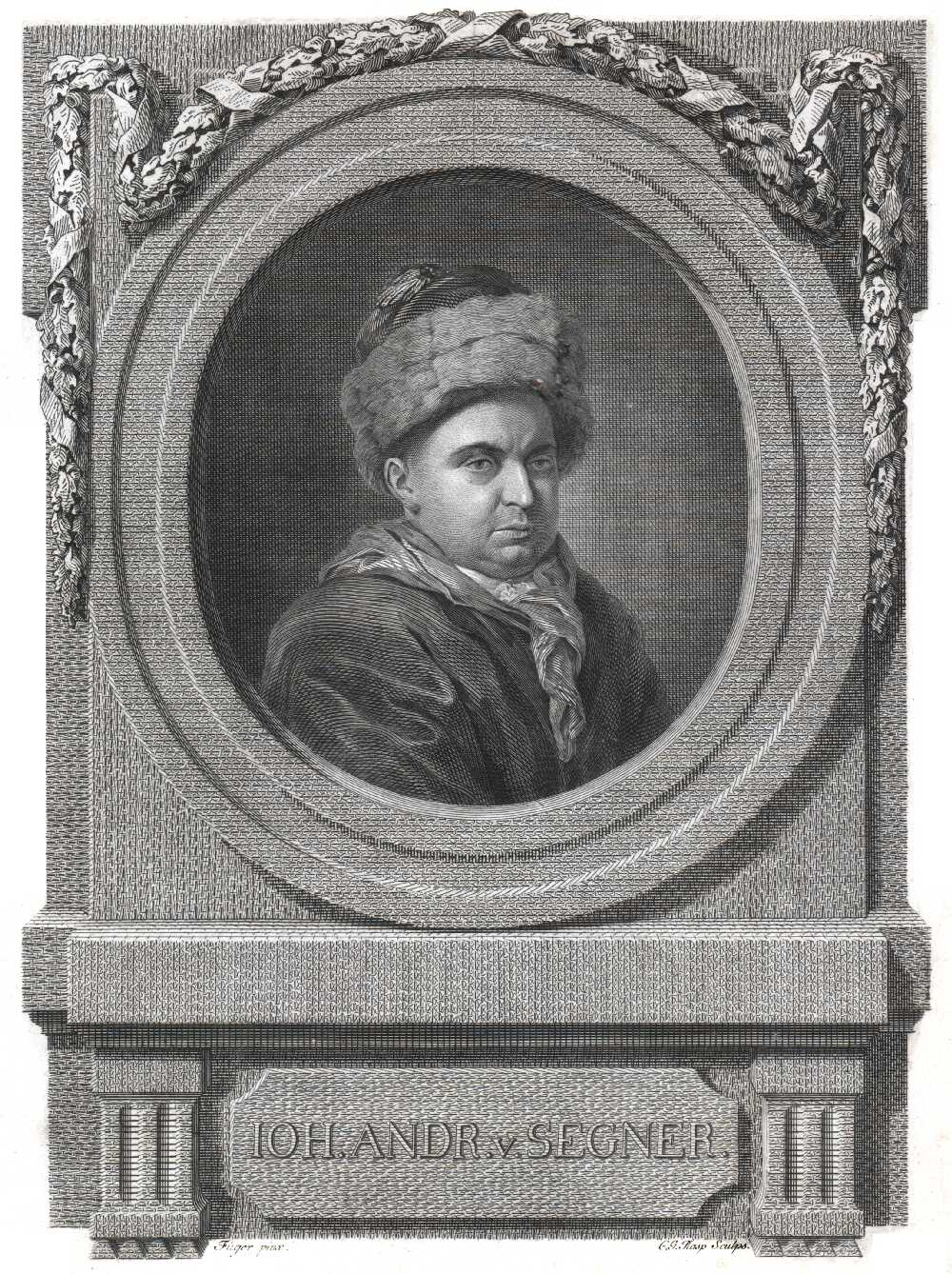
Johann Andreas von Segner

Johann Andreas (von) Segner, född 4 oktober 1704 i Pressburg, död 5 oktober 1777 i Halle an der Saale, var en karpatotysk fysiker. 
Segner började sin bana som läkare i Pressburg och "physikus" i Debrecen, blev 1723 privatdocent i Jena, 1733 extra ordinarie och 1735 ordinarie professor i matematik och fysik i Göttingen samt överflyttades 1755 i samma egenskap till Halle an der Saale. 
Segner uppfann turbinen eller det så kallade Segnerhjulet, som han beskrev och teoretiskt förklarade 1755, samt utförde även inom andra vetenskapsområden arbeten av stort värde.